# Principio del espacio útil
El principio del espacio útil (The Useful Space Principle), o USP, es un rasgo del juego del bridge que fue articulado primeramente en una serie de seis artículos aparecidos en The Bridge World, entre noviembre de 1980 y abril de 1981. (La International Bridge Press Association le otorgó su premio 1981/1982 por el mejor artículo o serie sobre un Sistema o Convención a Jeff Rubens por esta serie.) El USP es expresado sucintamente en el glosario de The Bridge World como: "la asignación de significados por una pareja a acciones de modo que el resto del espacio de remate concuerde con las necesidades de la subasta."
Los artículos relacionados con la USP fueron la génesis de métodos ampliamente usados, tales como Kickback y transfer advances de sobredeclaraciones. El USP señala a los teóricos del remate que el espacio debe ser asignado donde más se lo necesita. 
Un ejemplo de USP: Kickback
La convención Blackwood, tal como fue formulada originalmente, viola el USP. Suponga que el triunfo acordado es ♠. Después que el "preguntador" de Blackwood canta 4ST, el "contestador" puede enviar cuatro mensajes diferentes sin sobrepasar el nivel de seguridad de 5♠ – cuatro ases o ninguno con 5♣, un as con 5♦, dos ases con 5♥ y tres ases con 5♠.
¿Pero qué ocurre si el palo acordado es ♣? Suponga que el preguntador y el contestador tienen un as cada uno. Entonces, después de 4ST, el contestador remata 5♦ para mostrar su as, y la pareja tiene que jugar 6♣ con dos ases afuera (o posiblemente 5ST, que podría ser aún peor que 6♣, si no se posee la maquinaria).
El problema también puede ocurrir cuando el palo acordado es ♦, aunque es menos probable pues hay más espacio disponible para las respuestas que cuando el palo de triunfo acordado es ♣. Pero si la pareja está usando Roman Key-Card Blackwood pueden haber problemas similares. Suponga que se ha acordado el palo de ♥, y el preguntador tiene un as y el contestador tiene un as más el rey y la dama de ♥. El preguntador canta 4ST y el contestador remata 5♠ para mostrar que tiene dos keycards más la dama de triunfos, y la pareja está de nuevo demasiado alto.
El problema es que el Blackwood ignora el USP. Mientras más bajo el rango del palo de triunfo acordado, más espacio es necesario para que la pareja logre quedarse al o bajo el nivel de seguridad.
La convención Kickback de pregunta de ases trata el problema ajustando la pregunta de key cards de acuerdo a cual es el palo acordado como triunfo. La pregunta se efectúa siempre un paso más arriba de cuatro al palo de triunfo. Así, si ♣ es el palo acordado, la pregunta es 4♦; si ♦ es acordado, 4♥ pregunta; es ♥, 4♠; y si es ♠, 4ST.
Las respuestas a la pregunta podrían ser similares al Blackwood, pero en vez de asociarlas con un número específico de ases, las respuestas se dan en términos del número de pasos sobre la pregunta. Si el triunfo será ♠, 4ST es la pregunta, y entonces 5♣, un paso, podría mostrar cero o cuatro ases, conforme al acuerdo de la pareja. Si el palo de triunfo será ♦, 4♥ es la pregunta, y entonces 4♠, un paso encima sobre la pregunta, podría mostrar cero o cuatro ases.
El efecto es asignar espacio de remate donde sea más útil en el contexto de la convención. Si ♣ es acordado y cada uno de los partners tiene un as, el preguntador canta 4♦ y el respondedor canta 4♠ para mostrar un as. La pareja puede ahora, fácilmente, hacer un cierre de juego en 5♣.
Hay si un costo, por supuesto: la pareja que juega Kickback pierde la habilidad de hacer un cuebid con el as del palo encima del triunfo. Esto es, asumiendo que ♥ será triunfo, el preguntador ya no puede cantar 4♠ para mostrar control de primera vuelta en ♠: eso sería una pregunta Kickback.
La solución es usar 4ST para mostrar control de primera en el palo del Kickback. Con ♦ acordado, 4♥ es la pregunta Kickback, y 4ST muestra el ♥A o, si es creíble en el contexto del remate previo, un fallo.
El acuerdo de que 4ST es un cuebid aún incorpora un costo, pero los usuarios de Kickback argumentan que hay una ganancia neta. Por ejemplo, con ♣ acordado, Sur rematará 4ST para mostrar control de primera vuelta en ♦. Este no solo bypasea la pregunta Kickback de (4♦), sino que previene a Norte de hacer un cuebid de 4♥ o 4♠. Los usuarios de Kickback creen que la ganancia en espacio de ajustar la pregunta de ases más que compensa el interferir en el camino de los cuebids del partner.
Note que la convención Gerber, el uso de 4♣ para preguntar por ases cuanto ST es el más probable contrato final, es en realidad un caso especial de Kickback.
Note también que lo anterior está pensado solo para ilustrar el uso de USP. No describe entendimientos adicionales que el Kickback pudiera acomodar, ni los problemas especiales que podrían aparecer (por ejemplo, la pregunta de cual es el palo acordado como triunfo).
El USP a niveles bajos: Respuestas en transfer a las sobredeclaraciones.
Suponga que Norte abrede 1ST fuerte, Norte-Sur están jugando Jacoby transfers, y Sur tiene ♠ KQ965 ♥ 6 ♦ 8752 ♣ 854. Sur canta 2♥, esperando pasar a los 2♠ de Norte. Pero Sur también diría 2♥ con ♠ KQ965 ♥ 6 ♦ 8752 ♣ A54 (Sur forzará a manga) y ♠ AKQ65 ♥ 6 ♦ 8752 ♣ A54 (Sur explorará el slam).
El transfer le proporciona a la pareja mucho espacio para cualquier continuación que pudieran tener en mente. En contraste, el canto tradicional de 2♠ como signoff sobre 1ST significa que la pareja debe abandonar espacio de remate para hacer remates forcing que comienzan al nivel de tres. El menor espacio de remate se necesita cuando Sur dessea hacer un sign off a 2♠ directamente, pero ese canto consume tres pasos (2♣, 2♦ y 2♥). Los transfers, cualquiera sea el costo que ellos involucren, tienden a conformarse con el USP.
Ahora considere el remate competitivo. Suponga que Oeste abre de 1♠, Norte sobredeclara 2♥ y Este pasa. Sur tiene ♠ 854 ♥ 6 ♦ KQ9653 ♣ 854. Ahora:
Si 3♦ no es forcing todo está bien. Sur describe su mano y deja el resto a Norte.
Si 3♦ es forcing Sur debe pasar y posiblemente perder un buen contrato a ♦. El canto de 3♦ consume tanto espacio que, si es forcing, Sur no puede mostrar una mano débil con un palo bueno.
Nuevamente, sobre 1♠ – (2♥) – P, Sur tiene ♠ 854 ♥ 6 ♦ KQ9653 ♣ KJ4. Ahora:
Si 3♦ no es nonforcing Sur debe hacer un cue bid de 2♠ para preparar una redeclaración en ♦. La mano es demasiada fuerte para hacer un 3♦ no forcing. Pero la redeclaración de Norte, muy a menudo 3♥, bien podría prevede mostrar el palo de ♦ bajo 3ST.
Si 3♦ es forcing todo está bien en esta mano, y si Sur tiene un enchufe a ♥ y una mano buena él puede hacer un cuebid de 2♠. En esta secuencia el cuebid toma un espacio mínimo -  pero como va a ser ese espacio utilizado en forma efectiva cuando Sur ya ha mostrado un enchufe a ♥ en una mano fuerte?
Independientemente del acuerdo sobre la naturaleza del forcing de 3♦ o 3♣ en esta subasta, hay un problema causado por la desubicación del espacio de remate. Si 3♦ es forcing, un buen palo de ♦ en una mano débil es problemático. Si 3♦ no es forcing, el cuebid ambiguo de 2♠ bien podría generar una redeclaración por Norte que prevenga los ♦ de Sur.
El USP sugiere que en respuesta a las sobredeclaraciones, una mano con al menos fuerza invitational más un fit al palo del sobredeclarante deja disponible el canto de más alto nivel sin salto. Esto libera cantos inferiores que pueden ser usados como naturales y forcing, o como transfers – y el transfer compra espacio para mostgrar una mano débil, una manoo forcing a manga, o incluso una mano invitacional a slam, tal como lo hacen los Jacoby transfers. Haciendo así se pone el espacio de remate en donde es más necesario - para completar el transfer y posiblemente para describir más la mano, y para hacer un canto de un palo nuevo natural, bajo el cuebid.
Aquellos que juegan transfer advances sobre sobredeclaraciones usualmente acuerdan que los cantos de transfer comienzan con el cuebid del palo del abridor. Los cantos entre la sobredeclaración y el cuebid pueden ser tratados como natural y forcing; los cantos de transfer están disponibles para manejar manos más débiles con su propio palo bueno. 
Por ejemplo, después de 1♥ – (2♣) – P, algunos juegan esta estructura:
2♦ es natural y forcing
2♥, el cue bid, es un transfer a ♠ con fuerza a ser clarificada posteriormente
2♠ es un transfer a ♣ – esto es, un apoyo fuerte a la sobredeclaración del partner
2ST es natural y no-forcing
3♣ es un apoyo natural limitado
Después de 1♥ – (1♠) – P:
2♣ es natural y forcing
2♦ es natural y forcing
2♥, el cue bid, es un transfer a ♠ (éste es el apoyo fuerte)
2♠ es un apoyo natural limitado
Nuevamente, el punto de lo anterior es para ilustrar como la aplicación del USP puede hacer los acuerdos de remate más efectivos, no para definir una estructura óptima de respuestas a las sobredeclaraciones. 